# فرودگاه صحرایی دنیس واینگارتنر کنترل
فرودگاه صحرایی دنیس واینگارتنر کنترل (به انگلیسی: Dennis F. Cantrell Field) یک فرودگاه همگانی بهره‌برداری هوایی است که یک باند فرود آسفالت دارد و طول باند آن ۱۴۸۶ متر است. این فرودگاه در شهر کان‌وی، آرکانزاس کشور ایالات متحده آمریکا قرار دارد و در ارتفاع ۹۶ متری از سطح دریا واقع شده‌است.